# Kaarle Ekholm
Kaarle Väinö „Kalle” Ekholm (ur. 7 grudnia 1884 w Wyborgu, zm. 13 maja 1946 w Helsinkach) – fiński gimnastyk, olimpijczyk.
Uczestniczył w rywalizacji na V Letnich Igrzyskach olimpijskich rozgrywanych w Sztokholmie w 1912 roku. Startował tam w dwóch konkurencjach gimnastycznych. W wieloboju indywidualnym zakończył rywalizację nie sklasyfikowany, gdyż po ćwiczeniach na drążku (25,00 punktów) i na poręczach (25,50 punktu), ni pojawił się na starcie ćwiczeń na kółkach. W wieloboju drużynowym w systemie wolnym zajął z drużyną drugie miejsce, przegrywając jedynie z drużyną norweską.